# Elvira de Baviera
Elvira de Baviera (en alemán, Elvira von Bayern; Múnich, 22 de noviembre de 1868-Viena, 1 de abril de 1943) fue una princesa alemana.

## Biografía
Era la cuarta hija del matrimonio formado por el príncipe Adalberto de Baviera y la infanta Amalia de Borbón. Tenía siete años cuando murió su padre, por lo que su educación y la de sus hermanos sería a cargo de su madre.
El 28 de diciembre de 1891, en la capilla del Palacio de Nymphenburg, contrajo matrimonio morganático con el conde checo Rodolfo de Wrbna-Kaunitz-Rietberg-Questenberg y Freudenthal.
La familia reside en el Castillo de Holenclau, en Austria-Hungría. Tenían a su servicio una tutora francesa Luisa de Bettignies que, durante la Primera Guerra Mundial, se convertiría en agente secreta al servicio de Inglaterra.
La princesa perdió a su madre en 1905, a su hermana Isabel en 1924, a su marido en 1927, a su hermano Alfonso en 1933, y a su hermana Clara en 1941. Murió en 1943, siendo enterrada en la Iglesia de San Miguel de Múnich junto con el resto de su familia.

## Matrimonio y descendencia
De su matrimonio con el conde Rodolfo de Wrbna-Kaunitz-Rietberg-Questenberg y Freudenthal (1864-1927) tuvo los siguientes hijos:
- Rodolfo (1892-1936).
- Isabel (1894-1964), casada con el conde Carlos Antonio Esterhazy de Galanta.
- Alfonso (1896-1964).

## Títulos y órdenes

### Títulos
- Su Alteza Real la princesa Elvira de Baviera.[5]

### Órdenes
- 18 de septiembre de 1885: Dama de la Orden de las Damas Nobles de la Reina María Luisa.[6] ( Reino de España)